# Vellozia nanuzae
Vellozia nanuzae är en enhjärtbladig växtart som beskrevs av Lyman Bradford Smith och Edward Solomon Ayensu. Vellozia nanuzae ingår i släktet Vellozia och familjen Velloziaceae. Inga underarter finns listade.